# Gollenberg, Havelland
För andra betydelser, se Gollenberg.
Gollenberg är en landsortskommun i Tyskland, belägen i Amt Rhinow, Landkreis Havelland i förbundslandet Brandenburg och administreras som del av kommunalförbundet Amt Rhinow, med förvaltningssäte i Rhinow.
Kommunen Gollenberg döptes efter berget med samma namn i området vid sammanslagningen av kommunerna Schönholz-Neuwerder och Stölln 2002.
Gollenberg är främst känt för sitt flygfält, Flugplatz Stölln/Rhinow, och sitt luftfartsmuseum.  Flygfältet marknadsför sig som Världens äldsta flygplats, då det ligger vid foten av Gollenberg, som var plats för luftfartspionjären Otto Lilienthals tidiga segelflygexperiment under 1890-talet.  Lilienthal omkom efter en flygolycka vid Gollenberg 1896 och har ett minnesmärke på platsen, i anslutning till museet.
Intill museet står en Iljusjin Il-62 som tillhörde det östtyska statliga flygbolaget Interflug.